# Golden Spikes Award
Le prix Golden Spikes (Golden Spikes Award) est un honneur remis annuellement depuis 1978 au meilleur joueur de baseball amateur aux États-Unis. Le prix est décerné par USA Baseball et commandité par l'Association des joueurs de la Ligue majeure de baseball. Bien que cet honneur puisse être remis à n'importe quel joueur amateur, il a été jusqu'à maintenant uniquement remis à des joueurs collégiaux. Golden Spikes se traduit littéralement en français par « crampons dorés ».

## Liste des gagnants

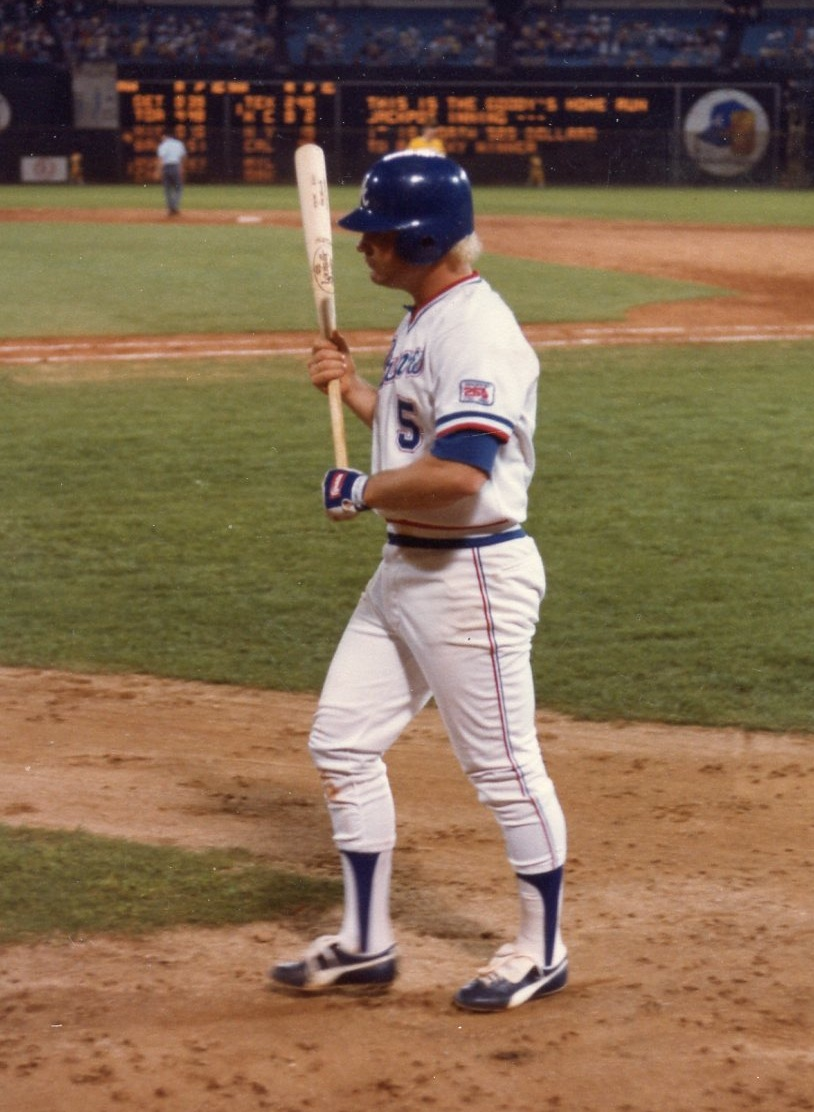
Bob Horner, premier lauréat du Golden Spikes.

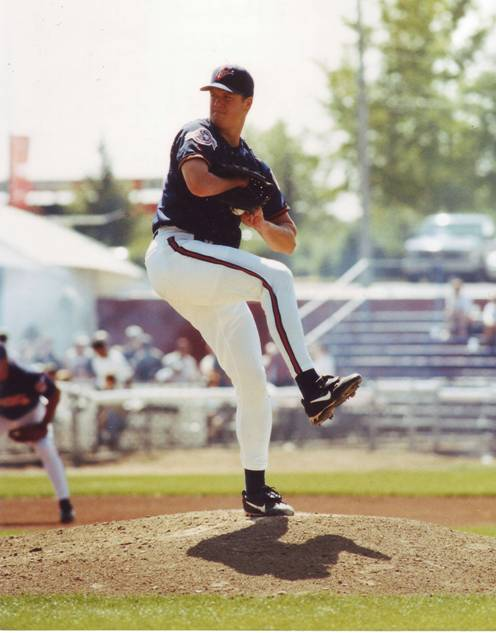
Gagnant en 1987, Jim Abbott fait carrière dans les Ligues majeures de 1989 à 1999.

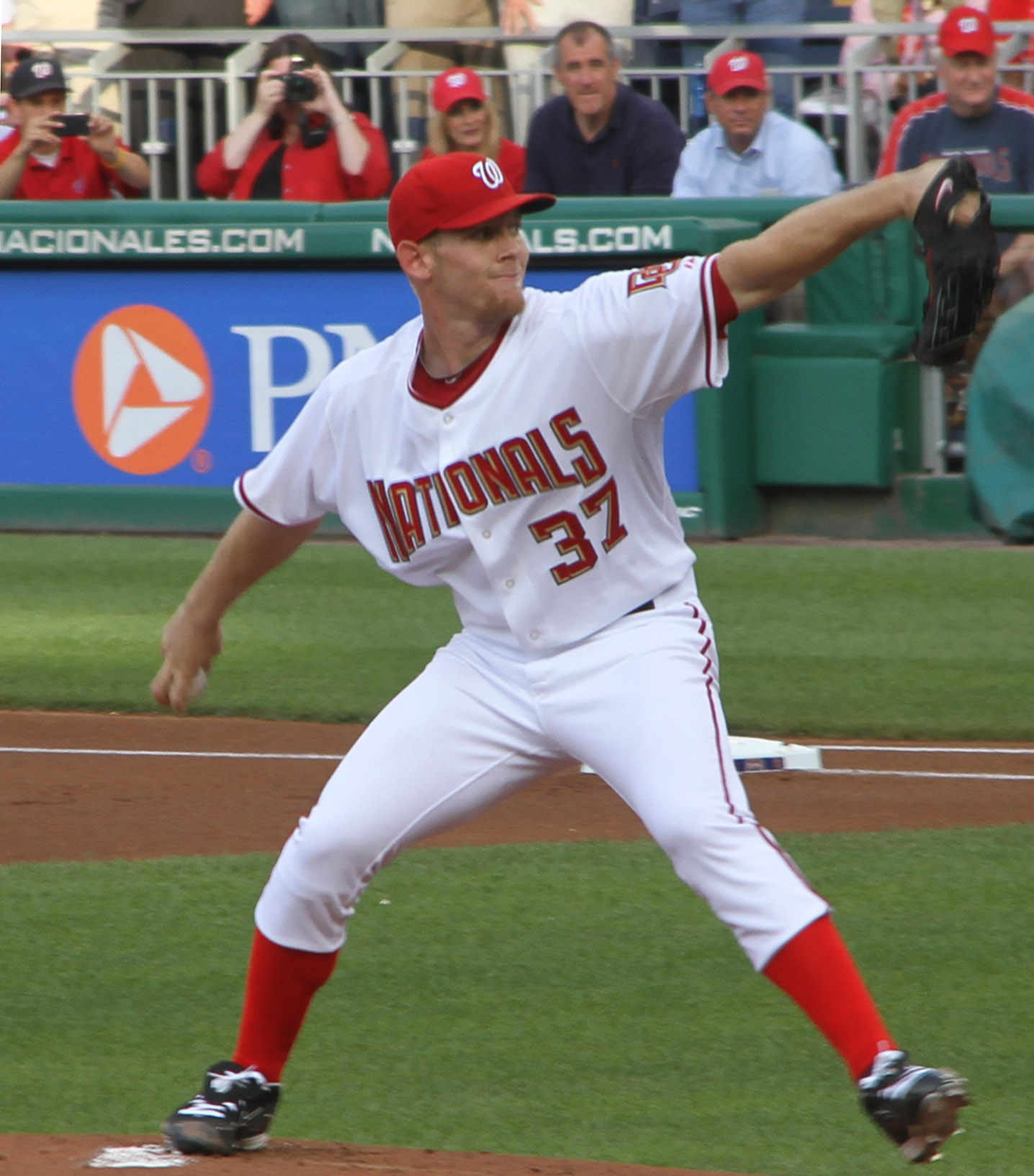
Le lanceur Stephen Strasburg gagne le prix en 2009.

| Année | Gagnant           | Positions                    | Université ou collège                        |
| ----- | ----------------- | ---------------------------- | -------------------------------------------- |
| 1978  | Bob Horner        | Troisième but                | Université d'État de l'Arizona               |
| 1979  | Tim Wallach       | Troisième but                | Université d'État de Californie à Fullerton  |
| 1980  | Terry Francona    | Premier but                  | Université d'Arizona                         |
| 1981  | Mike Fuentes      | Premier but                  | Université d'État de Floride                 |
| 1982  | Augie Schmidt     | Arrêt-court                  | Université de La Nouvelle-Orléans            |
| 1983  | Dave Magadan      | Troisième but                | Université d'Alabama                         |
| 1984  | Oddibe McDowell   | Voltigeur                    | Université d'État de l'Arizona               |
| 1985  | Will Clark        | Premier but                  | Université d'État du Mississippi             |
| 1986  | Mike Loynd        | Lanceur droitier             | Université d'État de Floride                 |
| 1987  | Jim Abbott        | Lanceur gaucher              | Université du Michigan                       |
| 1988  | Robin Ventura     | Troisième but                | Université d'État de l'Oklahoma              |
| 1989  | Ben McDonald      | Lanceur droitier             | Université d'État de Louisiane               |
| 1990  | Alex Fernández    | Lanceur droitier             | Miami Dade Community College                 |
| 1991  | Mike Kelly        | Voltigeur                    | Université d'État de l'Arizona               |
| 1992  | Phil Nevin        | Troisième but                | Université d'État de Californie à Fullerton  |
| 1993  | Darren Dreifort   | Lanceur droitier             | Wichita State University                     |
| 1994  | Jason Varitek     | Receveur                     | Georgia Tech                                 |
| 1995  | Mark Kotsay       | Voltigeur                    | Université d'État de Californie à Fullerton  |
| 1996  | Travis Lee        | Premier but                  | Université d'État de San Diego               |
| 1997  | J. D. Drew        | Voltigeur                    | Université d'État de Floride                 |
| 1998  | Pat Burrell       | Troisième but                | Université de Miami                          |
| 1999  | Jason Jennings    | Lanceur droitier             | Université Baylor                            |
| 2000  | Kip Bouknight     | Lanceur droitier             | Université de Caroline du Sud                |
| 2001  | Mark Prior        | Lanceur droitier             | Université de Californie du Sud              |
| 2002  | Khalil Greene     | Arrêt-court                  | Université de Clemson                        |
| 2003  | Rickie Weeks      | Deuxième but                 | Southern University                          |
| 2004  | Jered Weaver      | Lanceur droitier             | Université d'État de Californie à Long Beach |
| 2005  | Alex Gordon       | Troisième but                | Université du Nebraska–Lincoln               |
| 2006  | Tim Lincecum      | Lanceur droitier             | Université de Washington                     |
| 2007  | David Price       | Lanceur gaucher              | Université Vanderbilt                        |
| 2008  | Buster Posey      | Receveur                     | Université d'État de Floride                 |
| 2009  | Stephen Strasburg | Lanceur droitier             | Université d'État de San Diego               |
| 2010  | Bryce Harper      | Receveur, voltigeur          | College of Southern Nevada                   |
| 2011  | Trevor Bauer      | Lanceur droitier             | Université de Californie à Los Angeles       |
| 2012  | Mike Zunino       | Receveur                     | Université de Floride                        |
| 2013  | Kris Bryant       | Troisième but                | Université de San Diego                      |
| 2014  | A. J. Reed (en)   | Lanceur gaucher, premier but | Université du Kentucky                       |
| 2015  | Andrew Benintendi | Voltigeur                    | Université de l'Arkansas                     |
| 2016  | Kyle Lewis.       | Voltigeur                    | Université de Mercer                         |
| 2017  | Brendan McKay     | Lanceur gaucher, premier but | Université de Louisville                     |

À l'exception du plus récent gagnant qui poursuit sa progression dans le baseball professionnel, tous les joueurs ayant gagné le Golden Spikes ont atteint les Ligues majeures de baseball, sauf Augie Schmidt (gagnant de 1982) et Kip Bouknight (2000).